# Дюаров съд
Дюаровият съд представлява специализиран термос, предназначен най-вече за съхранение на криогенни вещества (например, течен азот или течен хелий), чиято температура на кипене е много по-ниска от стайната температура.
Поради неизбежното бавно кипене на течността в съда винаги се предвиждат мерки за безопасност, вариращи от простото оставяне на съда отворен до специална система от предпазни клапани и резервоар за съхранение на изпарения газ под налягане. Преди да се постави в съда, веществото трябва да се охлади до температурата на съхранение. Постоянната температура се поддържа пасивно, за сметка на добра топлоизолация. Това е основната разлика между дюаровия съд и термостата.

## История на изобретението
Шотландският физик Джеймс Дюар, който се занимава активно с физиката на ниските температури, за първи път създава и използва метален съд с двойна вакуумирана стена за съхранение на втечнени газове за продължителен период от време. По-късно го усъвършенства с използването на стъклени стени с метален отражателен слой за намаляване на топлинното излъчване.
Първите дюарови съдове за търговски цели са произведени през 1904 г., когато е основана немската фирма Thermos GmbH за производство на термоси.

## Устройство
Оригиналният дюаров съд представлява стъклена колба с двойни стени, между които въздухът е изтеглен. Дюар е използвал за отражателен слой сребро.
Подобна конструкция се използва и в съвременните евтини битови термоси.

### Съвременни конструкции
Съвременните дюарови съдове са изпълнени конструктивно по друг начин. Вътрешният и външният съд се правят от алуминий или неръждаема стомана. Топлопроводимостта на материала не е важна, но здравината и теглото играят важна роля. Отворът на гърлото съединява вътрешния и външния съд. При дюаровите съдове до 50 литра вътрешният съд се крепи само на връзката около гърлото на съда и затова там има големи механични натоварвания. Към гърловината на съда се поставят големи изисквания и за топлопроводимостта. Това означава, че тя трябва да бъде тънка, но здрава. В обикновените съдове гърлото се прави от неръждаема стомана. При висококачествените съдове тя се прави от здрав армиран пластмасов материал. При това възниква въпросът за здравината на свързване. Отвътре вакуумираната кухина се покрива с адсорбент, който при охлаждането поглъща остатъчните газове във вакуумното пространство.
За намаляване на топлинните загуби вътрешният съд се покрива с допълнителна топлоизолация.
Съвременните дюарови съдове имат ниски загуби от изпарение: от 1,5% в денонощие за големи обеми и до 5% на денонощие за малки обеми.

### Дюаров съд за хелий
Хелият има ниска температура на кипене. Поради това, за намаляването на топлинните загуби се използват топлинни екрани, охлаждани с течен азот. Тези екрани се изработват от материали, провеждащи топлината. Такъв съд има две гърловини – една за течен азот, и една за течен хелий. Този съд не трябва да се наклонява, т.е. винаги трябва да се намира във вертикално положение.

## Използване
- За запазването на температурата на храна и напитки в бита се използват битови съдове – термоси.
- В лабораториите и в промишлеността дюаровите съдове се използват за съхранение на втечнени газове, най-често течен азот.
- В хуманната и ветеринарната медицина дюаровите съдове се използват за продължително съхранение на биологични материали при ниски температури.